# Œil-de-fraise
Pour les articles homonymes, voir Fraise (homonymie).
L'Œil-de-fraise est une race de pigeon domestique espagnol, appartenant au groupe des pigeons caronculés.

## Origine
L'Œil-de-fraise est une race très ancienne. Il descend d'oiseaux importés d'Afrique du Nord lorsque la péninsule ibérique a été conquise par les musulmans à partir du VIIIe siècle. En Espagne, la race pouvait surtout être trouvée en Catalogne, dans le Levant espagnol et dans les îles Baléares. Elle est décrite pour la première fois en 1799, par le botaniste espagnol Antonio José Cavanilles,.
Son nom espagnol est Ojo de Fresa et en catalan, Colom ull de maduixa (litt. « Pigeon aux yeux de fraise »). Au Moyen-Âge, elle était également appelé Flamenquilla.

## Description
C'est un oiseau de taille moyenne et de forme compacte. Il a une grande tête avec de grands yeux vifs bien centrés. Ils sont encerclés d'une épaisse caroncule d'un rouge vif qui est à l'origine de leur nom. Elle est formée de deux ou trois cercles qui s'épaississent en allant vers l'extérieur. Le bec est court et épais. Il a un dos compact avec des ailes longues et larges, tandis que les pattes sont courtes et épaisses. Plusieurs variétés de plumage sont acceptées,.

## Élevage
Après un certain désintérêt et un abandon de son élevage, la race a faillit disparaître en Espagne. Au XXIe siècle, quelques éleveurs tentent de la sauver mais elle reste peu attractive. Les oiseaux que l'on trouve aujourd'hui sont principalement de couleur rouge ; les autres couleurs ayant été « perdues ».
La race est bonne reproductrice mais « vieillit » plus vite que d'autres races, c'est-à-dire que les oiseaux se reproduiront moins plus tôt que d'autres en avançant en âge. L'Œil-de-fraise est un bon parent mais les oiseaux ayant une caroncule trop développée peuvent être gênés dans le nourrissage des jeunes. Et malgré son poids léger, entre 300 et 350 grammes, ce n'est pas un bon volant,.
La race a été diffusée dans quelques pays d'Europe, particulièrement en Allemagne, aux Pays-Bas et en France.